# Gröthögarna
Gröthögarna är ett gravfält som ligger vid kusten mellan Torekov och Hovs hallar i Båstads kommun i nordvästra Skåne. Gravfältet består av åtta i rad liggande gravrösen samt två runda stensättningar. Det största röset är 2,5 meter högt och 20 meter i diameter. Flera av rösena är skadade på grund av stentäkt. De tillhör en i Skåne ovanlig fornlämningstyp och har närmast samband med kuströsena i Halland och Bohuslän. De är sannolikt anlagda under bronsåldern. Gravfältet ligger på ett klapperstensfält på en svagt markerad höjdrygg i Bjärekustens naturreservat.